# Rockford (Illinois)
Rockford je grad u američkoj saveznoj državi Ilinois. Prema popisu stanovništva iz 2010. u njemu je živjelo 152.871 stanovnika.